# المجمع المغلق 1914
المجمع المغلق 1914 هو المجمع الموكول بانتخاب بابا الكنيسة الكاثوليكية الجديد بعد استقالة البابا. انعقد مجمع الكرادلة لانتخاب البابا الجديد بدءًا من
31 أغسطس 1914 وانتهى في 3 سبتمبر 1914. انتُخبَ بندكت الخامس عشر ليكون البابا الجديد للكنيسة.
عُقدَ المجمع في إيطاليا في 1914.